# Leif Anderson (geokemist)
Leif G. Anderson, född 1951, är en svensk geokemist.
Anderson disputerade 1981 vid Göteborgs universitet, där han senare varit professor i hydrosfärvetenskap, numera professor emeritus. Hans forskningsområde är kemisk oceanografi. Han har bland annat forskat kring oceanernas betydelse för kolcykeln och djuphavens förmåga att binda koldioxid. Anderson invaldes 2004 som ledamot av Kungliga Vetenskapsakademien.